# De Schouw (tijdschrift)
De Schouw was een nationaalsocialistisch cultureel tijdschrift, uitgegeven door de Nederlandsche Kultuurkamer, en verschenen van januari 1942 tot januari 1945.

## Achtergrond
Binnen het eind 1940 nieuw opgerichte nationaalsocialistische Departement van Volksvoorlichting en Kunsten (DVK) dat tot taak had het Nederlandse volk de weg naar de nieuwe nationaalsocialistische toekomst te wijzen, ontstond al spoedig het idee een cultureel blad in het leven te roepen dat het officiële orgaan zou worden van de Kultuurkamer. Aanvankelijk zou het weekblad De Waag voor dit doel worden overgenomen, maar onderhandelingen hierover werden afgebroken, omdat het DVK niet aan de wensen van de bestuursleden van De Waag kon voldoen. Later besloot men voor dit doel een eigen uitgeverij, De Schouw genaamd, in het leven te roepen.

## De Schouw

### Voorbereidingen
Al op 10 mei 1941 ontving de uitgeverij 'De Schouw' de opdracht een cultureel tijdschrift, De Schouw, uit te geven, dat het orgaan zou worden van de Kultuurkamer. Pas in oktober 1941 was het eerste nummer gereed. Doordat de verordening van de Kultuurkamer nog niet was afgekondigd, duurde het tot januari 1942 eer het eerste nummer van het blad kon worden verspreid. In januari 1942 verscheen alzo een nieuw tijdschrift op de markt, geheten De Schouw, Orgaan van de Nederlandsche Kultuurkamer, gewijd aan het kultureele leven in Nederland. Op de omslag van het eerste nummer stond een afbeelding van Pyke Kochs martiale Zelfportret met zwarte band (1937). Al heeft de maker nadien meermalen te kennen gegeven met het schilderij geen politieke bedoeling te hebben gehad, in kringen van de Kultuurkamer heeft men het fiere portret ongetwijfeld beschouwd als een symbool van de nieuwe tijd. In een inleidend artikel schreef Tobie Goedewaagen, toen nog hoofdredacteur van De Schouw, dat het tijdschrift van de Kultuurkamer een bijdrage moest gaan leveren aan de wedergeboorte van de Nederlandse cultuur:
Onze cultuur staat op een tweesprong, maar de keus is niet zwaar. Links gaat de weg naar het verleden, waaraan ons volk gewend en waardoor het verwend is. Rechts gaat de weg naar een toekomst, wellicht zwaar en vol moeite, maar in elk geval een weg naar de kracht, naar de positiviteit, naar de ontplooiing, naar de jeugdigheid en de levensdurf. Links staat de Dood en rechts de Wedergeboorte. De keus is niet zwaar: links het isolement, maar rechts de leerschool en het wedstrijdveld bij de volkeren van Germaanschen bloede in hun strijd tegen chaos en Aziatisme. Een cultureele omwenteling is ook in Nederland aanstaande. 'De Schouw' schouwt toe, maar niet als een neutraal theoreticus, die zich dadenloos vermeit omdat hij 'tot schouwen geboren is en hem de wereld bevalt', doch als een bouwer, een strijder, een geloover aan, voor en in de Nederlandsche cultuur, zooals zij in de komende tijden zal worden wedergeboren.
Tobie Goedewaagen, de secretaris-generaal van het Departement van Volksvoorlichting en Kunsten en tevens president van de eind november 1941 officieel ingestelde Kultuurkamer, was aanvankelijk hoofdredacteur van De Schouw. Toen Goedewaagen na een conflict met Anton Mussert (leider van de Nationaal-Socialistische Beweging (NSB), in januari 1943 werd ontslagen en zijn functies verruilde voor een hoogleraarschap te Utrecht, nam dr. J. van Ham zijn werkzaamheden voor De Schouw over als waarnemend hoofdredacteur. Van Ham is dat tot en met het laatste nummer (januari 1945) gebleven. De hoofdredacteur werd bijgestaan door een eindredacteur of redactie-secretaris. Tot juni 1942 was dat Henri Bruning. Hij werd opgevolgd door F. Sampimon, die in februari 1943 weer plaats maakte voor A.B. Roels. Ondanks al deze wisselingen in de samenstelling van de redactie bleef De Schouw regelmatig verschijnen. Tot en met december 1942 verscheen het blad twee keer per maand, gedrukt op fraai, glanzend papier; het zal wel een gevolg van de papierschaarste zijn geweest dat er vanaf januari 1943 eens per maand een nummer verscheen waarvoor grover en mat papier werd gebruikt. De laatste vier nummers (oktober '44 - januari '45) zijn aanmerkelijk dunner.

### Opvattingen over literatuur en schrijverschap
De bijdragen over literatuur in het tijdschrift waren vervuld van de gedachte dat er een nieuw letterkundig leven zou ontstaan, nu de aanhangers van de nieuwe orde aan het woord zouden komen. Men zette zich af tegen een vorige generatie schrijvers. Henri Bruning verwoordde die gedachte, toen hij in zijn brochure Nieuw levensbewustzijn (1943) auteurs als Menno ter Braak, H. Marsman en J. Slauerhoff 'de vorigen' noemde, de generatie waarbij het persoonlijkheidsbewustzijn sterker was dan het gemeenschapsbewustzijn. In De Schouw werd veel geschreven over weinig concrete onderwerpen. In uitvoerige beschouwingen met titels als 'Kunstenaar en Gemeenschap' werden algemene begrippen vaak in verschillende betekenissen gebruikt, waardoor het formuleren van conclusies niet altijd even gemakkelijk is. Steeds terugkerend thema's zijn bijvoorbeeld:
- de individualistische schrijver, die zich afwendt van de gemeenschap
- individualistische hoogmoed en zelfoverschatting
- de 'liberale' woordartiest
- de droom van het internationalisme
- een waarlijk opbouwende invloed
- een onverwoestbare kern van het volkswezen
- de zich van mensengeslacht tot mensengeslacht openbarende Idee

Men kan de opvattingen over 'de vorigen' en hun literatuur en over de eigen generatie en het literaire werk van de nieuwe orde als volgt weergeven:
| de vorigen                         | de nieuwe orde                         |
| persoonlijkheidsbewustzijn         | gemeenschapsbewustzijn                 |
| persoonlijk                        | boven-persoonlijk                      |
| subjectief                         | objectief                              |
| individualistisch                  | boven-individualistisch                |
| asociaal (eenzaam)                 | sociaal (gemeenschapsmens)             |
| vrijblijvendheid van de kunstenaar | verantwoordelijkheid van de kunstenaar |
| ik-gericht (egocentrisch)          | publiek-gericht                        |
| intellectualistisch/onverstaanbaar | eenvoudig/begrijpelijk                 |
| kunst voor ingewijden              | kunst voor velen                       |
| estheticisme                       | sociaal-ethische functie               |
| experimenteel                      | traditioneel                           |
| internationalistisch               | nationalistisch                        |
| negatief/nihilistisch              | positief/opbouwend                     |

Een traditionalistische literatuuropvatting, die zich verzet tegen experimenten en een voorkeur heeft voor vertrouwde formele patronen, vindt men uiteraard ook buiten De Schouw. In het tijdschrift van de Kultuurkamer werden eisen gesteld aan vorm, inhoud en strekking van literatuur. Het volgende citaat van de Groningse schrijver Ger Griever kan in dit verband worden beschouwd als een korte samenvatting van de in het tijdschrift verkondigde opvattingen over literatuur en schrijverschap:
De schrijver moet in de eerste plaats zich dienaar voelen van zijn volk. Ik ben van meening, dat de schrijver, die zich stevig geworteld weet in zijn volk, en liefde gevoelt voor zijn volk, den plicht heeft, al naarmate van zijn kunnen, kennis en vooral levenservaring, op het forum zijn volksgenooten door middel van de literatuur in eenvoudige, ware bewoordingen, die kunnen worden verstaan, een spiegel voor te houden en hen te wijzen op hun deugden zoowel als op hun ondeugden, doch tevens, tegenover de buitenstaanders, voor zijn volk op de bres te staan en het te verdedigen. Vandaar ook, dat voor den regionalen schrijver in de toekomst een belangrijke en zeer verantwoordelijke taak is weggelegd. Daartoe dient een schrijver natuurlijk zelf volksgezond te zijn en zich één te gevoelen met zijn volk. Alleen dàn zullen zijn woorden wààr zijn, en waard om gehoor te vinden. Er bestaat een nauw verband tusschen het eigen leven van den schrijver en zijn werk. Wie zijn volk den weg naar gezondheid en naar het beste van zichzelf wil wijzen, moet ook in zijn persoonlijk leven een voorbeeld voor dat volk zijn. De meest waardevolle krachten, die in een volk leven, moeten niet alleen in het werk, doch ook in de levenshouding van den schrijver tot uitdrukking komen. Aan den schrijver moeten dus, ook wat zijn persoonlijk leven betreft, hoge eischen worden gesteld. Hij kan niet het sociale prediken en zelf asociaal zijn. Hoewel de schrijver steeds moet streven naar harmonie van vorm en inhoud, dient de eerste jaren, om het volk weer gezond te kunnen maken, het accent te worden gelegd op den inhoud. Eerste eisch is dus, dat de schrijver zich gemeenschapsmensch voelt en afdaalt van den troon, waarop in de individualistische periode hij zichzelf heeft probeeren te heffen. Het gevolg zal dan zijn, dat de schrijver de beste waardeering verdient en ook ongetwijfeld zal verkrijgen. Niet alleen, dat het kultureele leven door deze geesteshouding van den kunstenaar tot hoogeren bloei zal geraken, maar ook hij zelf zal uiteindelijk het meest ervan profiteeren. Stelt daarom de schrijver zijn gaven en krachten in dienst van zijn volk, dan heeft omgekeerd het volk ook den plicht te zorgen voor den schrijver, zoodat deze zich ook materieel geborgen voelt. En het is juist de Nederlandsche Kultuurkamer, die als officiële instantie in dienst van het volk optreedt en den schrijver deze materiële plichten waarborgt.
De 'officiële instantie' was er niet voor álle kunstenaars: joden, 'negers', Maleisiërs en Indiërs konden natuurlijk geen lid worden. Wie zich dan ook aansloot bij de Kultuurkamer of publiceerde in het tijdschrift van deze instelling, werkte in feite mee aan een nationaalsocialistische cultuurpolitiek.

### Bemoeienis door de bezetter
De verschillende redacties van De Schouw hebben zich moeten houden aan allerlei door de bezetter gestelde voorwaarden. De inhoud van het tijdschrift werd ook bewaakt door medewerkers van het Departement van Volksvoorlichting en Kunsten. Redactiesecretaris A.B. Roels stuurde in de tweede helft van 1943 bovendien ongecorrigeerde proefnummers naar E. Otto, die voor de Kultuurkamer werkte en zijn brieven ondertekende met 'Algemeen bestuurder'. Roels stelde daarbij steeds schriftelijk de vraag of er bezwaren waren tegen de inhoud.

### Financiële problemen
De exploitatie van het tijdschrift is steeds een probleem geweest. In de loop van de tijd werd dat probleem steeds groter. Vanuit commercieel oogpunt bezien zou De Schouw failliet moeten zijn gegaan, maar dat heeft men natuurlijk niet laten gebeuren. Aan de voortdurende discussie tussen redactie, uitgeverij de Schouw en het DVK kwam een abrupt einde toen de Duitse bezetting van Nederland eindigde in mei 1945. Het laatste nummer was al in januari 1945 verschenen.
 Portaal: Fascisme en nationaalsocialisme in Nederland · Fascisme · Nationaalsocialisme